# Бабухан-хатун
Бабухан-хатун (монг. Бабухан хатан; ум. 1328) — супруга императора династии Юань Есун-Тэмура, мать малолетнего императора Раджапики.

## Биография
О жизни Бабухан-хатун известно мало. Она происходила из племени унгират и, по некоторым данным, была правнучкой Алчи-нойона, видного полководца и шурина Чингисхана. После внезапной смерти Есун-Тэмура в июне 1328 года его военачальник и фаворит Давлат-шах провозгласил новым императором сына покойного, восьмилетнего Раджапику (Араджабига). Решение Давлат-хана поддержала большая часть монгольских нойонов. Однако уже в августе военачальник Эль-Тэмур, командовавший войсками в Даду, поднял против Раджапики восстание, призвав на царствование своего ставленника Туг-Тэмура. Началась гражданская война. Армия Раджапики двинулась на Даду, но была разгромлена Эль-Тимуром, и военачальники императора перешли на сторону победителя. Заняв ставку неприятеля в городе Шанду, войска Эль-Тимура схватили Давлат-шаха и других приверженцев Раджапики и перебили их; сам же восьмилетний император пропал без вести или был убит.